# 잭 니클라우스
잭 윌리엄 니클라우스(Jack William Nicklaus, 1940년 1월 21일 ~ )는 미국의 프로 골프 선수이다. 남자 프로 골프 세계 4대 대회를 모두 석권해 커리어 그랜드 슬램을 3번이나 달성하여 골프의 제왕이라고도 불린다.
1992년 여름이 지나고 당대의 골프계 유명 인사로서 미군군의 협조를 받아 지난 여름 휴가 기간 동안 F-16을 타고 초음속 비행을 즐겼다고 뉴스에 보도된바 있다.

## 같이 보기
- 그랜드 슬램 (골프)